# Rubén Luzón Díaz
Rubén Luzón Díaz (València, 21 de setembre de 1982) és un poeta valencià. Llicenciat en Filologia Catalana i en Filologia Hispànica per la Universitat de València.
La seua trajectòria va arrencar l'any 2005 amb la publicació de Cames ajudeu-me, obra guanyadora del IV Certamen César Simón de Poesia. El seu segon llibre, Baladaspirina, va obtenir el XLVI Premi de Poesia Ausiàs March de Gandia l'any (2008). Amb Ai, va guanyar el Premi Vicent Andrés Estellés de Poesia de Burjassot 2011, així com el Premi de la Crítica dels Escriptors Valencians. L'any 2015 va publicar Sinó, i el 2016, en la festa literàtia dels Premis Octubre, Luzón va guanyar el premi de poesia Vicent Andrés Estellés amb el poemari Alguna cosa.
Segons el crític literari Francesc Calafat, aquest autor destaca «per una lírica sense concessions, on la voluntat d'esprémer i tensar les formes i el llenguatge tenen un paper nodular».